# Аннагассан
Аннагассан (англ. Annagassan; ирл. Áth na gCasán, букв. «брод путей») — деревня в Ирландии, находится в графстве Лаут (провинция Ленстер). Аннагассан находится на полпути между Дублином и Белфастом. Входит в таунленд Баллинагассан (Ballynagassan). Находится у места впадения реки Глайд в Ирландское море.
Впервые упоминается (как Linn Duachaill) в 841 году, когда было основано укрепление викингов.